# Kroeyerina benzorum
Kroeyerina benzorum is een eenoogkreeftjessoort uit de familie van de Kroyeriidae. De wetenschappelijke naam van de soort is voor het eerst geldig gepubliceerd in 1987 door Deets.